# Saku (Estonia)
Saku è un comune rurale dell'Estonia settentrionale, nella contea di Harjumaa. Il centro amministrativo è l'omonimo borgo (in estone alevik), eretto a comune nel 1866. Conta circa 7 464 abitanti e sorge a 10 km dalla capitale.

## Località
Oltre al capoluogo, il comune comprende un altro borgo (Kiisa) e 19 località (in estone küla):
- Jälgimäe
- Juuliku
- Kajamaa
- Kanama
- Kasemetsa
- Kirdalu
- Kurtna
- Lokuti
- Männiku
- Metsanurme
- Rahula
- Roobuka
- Saustinõmme
- Sookaera-Metsanurga
- Tänassilma
- Tagadi
- Tammejärve
- Tammemäe
- Tõdva
- Üksnurme